# A Proper New Book of Cookery
A Proper New Book of Cookery (en français, littéralement, Nouveau livre convenable de cuisine) est un livre de cuisine anonyme anglais de l’époque Tudor. La première édition connue a été publiée à Londres, en 1545. On connaît trois autres éditions de ce texte : vers 1557, en 1575 et en 1576. Ce livre, l'un des premiers manuels de cuisine à être imprimés en Angleterre, est une source importante pour connaître la cuisine anglaise de la Renaissance. 
L'ouvrage s'ouvre sur une liste de viandes avec les périodes de l'année au cours desquelles leur consommation est recommandée. L'auteur poursuit en fournissant des menus et des suggestions de plats pour les jours gras et maigres. La troisième et dernière partie contient 49 recettes constituées essentiellement de plats de viande et de pâtés, avec quelques desserts.
Le texte nous est parvenu en quatre exemplaires, appartenant à quatre éditions différentes.
Le premier, unique témoin de l'édition de 1545, est aujourd'hui à l'université de Glasgow,. Le second, seule copie connue d'une édition non datée ayant eu lieu vers 1557, a été légué par l'archevêque Matthew Parker au Corpus Christi College de Cambridge, où il est toujours conservé. Les deux derniers exemplaires, qui se trouvent à la British Library, ont été publiés respectivement en 1575 et 1576.